# Хаил (провинција)
Хаил (арап. حائل‎) је провинција на северу Саудијске Арабије. Главни град провинције је Хаил. Хаил има 597.144 становника и површину од 103.887 km2. Густина насељености је 5,7 по квадратном километру.